# Connecticut
 Ovo je glavno značenje pojma Connecticut. Za istoimenu rijeku pogledajte Connecticut (rijeka).
Connecticut je savezna država na sjeveroistoku SAD-a.

## Zemljopisni položaj
Connecticut na zapadu graniči sa saveznom državom New York, na sjeveru sa saveznom državom Massachusetts, a na istoku sa saveznom državom Rhode Island. Na jugu izlazi na Atlantski ocean.
Glavni grad ove američke savezne države je Hartford, a ostali veći gradovi su: New Haven, New London, Norwich, Stamford, Waterbury, Torrington i Bridgeport. U Connecticutu je osnovano ukupno 169 gradova. Postoji jaka građanski ponos i ekonomsko natjecanje između Hartforda i New Havena, koje postoji sve od dana kada su ovi gradovi dijelili zajedničko mjesto kao glavni grad ove države, te od vremena kada su New Haven i Hartford bili dvije odvojene kolonije.

## Stanovništvo
Prastanovnici Indijanci pripadali su plemenima Algonquian: Mattabesec, Mohegan, Niantic, Pequot i Wawyachtonoc.

## Okruzi (Counties)
Connecticut se sastoji od 8 okruga (counties). 